# Kanthepura, Bangarapet
Kanthepura là một làng thuộc tehsil Bangarapet, huyện Kolar, bang Karnataka, Ấn Độ.